# Andreas Englisch

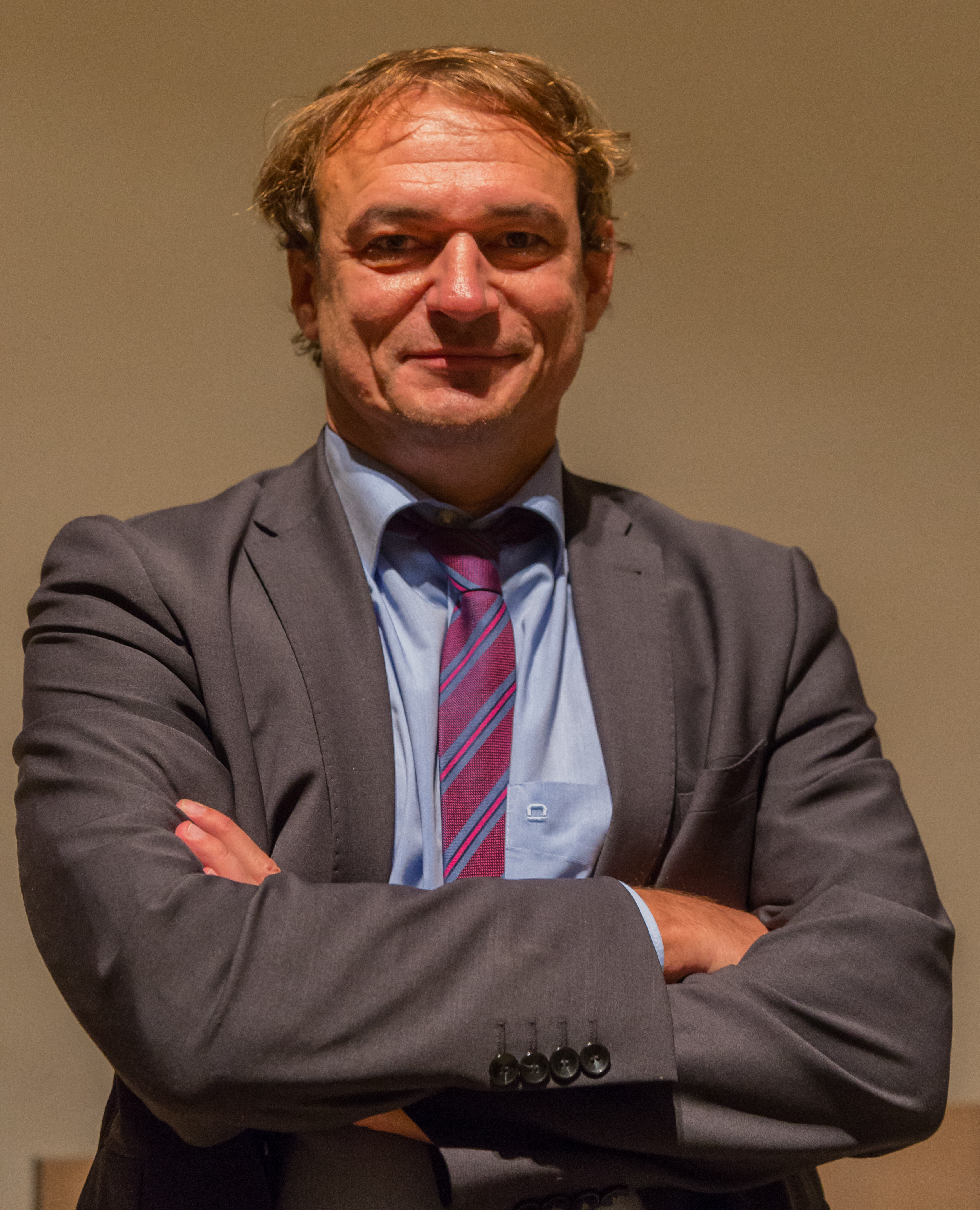
Andreas Englisch 2016 bei einem Vortrag in Ibbenbüren

Andreas Englisch (* 6. Juni 1963 in Werl) ist ein deutscher Journalist, der sich auf die Berichterstattung aus dem Vatikan spezialisiert hat.

## Leben und Wirken
Nach dem Abitur am Marien-Gymnasium Werl 1983 studierte Englisch Literaturwissenschaft und Journalistik in Hamburg.
Er zog 1987 nach Rom, geplant nur für ein halbes Jahr, um dort Italienisch zu lernen. Dort lebt er bis heute. Englisch leitete zehn Jahre lang das römische Korrespondentenbüro des Axel-Springer-Verlages. Bis Ende März 2010 war er exklusiv für Bild und Bild am Sonntag fest angestellter Italien- und Vatikan-Korrespondent. Dann wurde er vom Bild-Chefredakteur Kai Diekmann abberufen und an einer anderen Stelle im Verlag eingesetzt. Englisch hatte sich einige Wochen zuvor in der Sendung Hart aber fair zum Thema des sexuellen Missbrauchs in der katholischen Kirche geäußert.
Seit 1995 begleitete er die Päpste manchmal bei ihren Reisen im Flugzeug. Über seine Erlebnisse bei seinen Reisen mit Papst Johannes Paul II. verfasste er 2004 eine Biografie. Englisch ist außerdem Autor von zwei Romanen.
Während seiner Reisen mit Johannes Paul II. wandelte er sich vom ursprünglichen Papstkritiker zum Papstverehrer, was er in seiner Papstbiografie Johannes Paul II. Das Geheimnis des Karol Wojtyła (2004) nachzeichnete. In den folgenden Jahren erschienen seine Bücher Gottes Spuren (2006) und Der Wunderpapst (2011), in denen er Johannes Paul II. als „Wunderpapst“ charakterisiert, den Wunderglauben des Polen zugleich aber auch als einen auf Täuschungen seines Umfelds beruhenden Irrtum entlarvt. Beobachter, die Englischs Publikationen teils sehr kritisch beurteilen und ihm eine zu ausschweifende Anreicherung seiner Schilderungen mit erfundenen oder bewusst überzogenen Ausschmückungen vorwerfen, sind sich darüber einig, dass er unter Papst Johannes Paul II. sehr nah am kurialen Geschehen war.
Öffentliche Aufmerksamkeit erhielt Englisch später durch seine auf frühere Äußerungen Ratzingers gestützte Voraussage, Papst Benedikt XVI. werde von seinem Amt zurücktreten, die sich im Februar 2013 als zutreffend erwies.
Das Pontifikat von Papst Franziskus schilderte er zuspitzend als unbarmherzigen Kampf hinter den Kulissen, in dem der Papst einem feindseligen und in der Tiefe vernetzten Kurienapparat gegenüberstand.
Andreas Englisch ist verheiratet und hat einen Sohn.

## Veröffentlichungen
- Der stille Gott der Wölfe. (Roman), Stuttgart 1995, ISBN 978-3-522-71900-1
- Die Petrusakte. (Roman), Berlin 1998, ISBN 978-3-550-08266-5
- Johannes Paul II. – Das Geheimnis des Karol Wojtyła. (Biographie), 2004, 2. Auflage 2005, Ullstein Verlag, erschienen als Hardcover, Taschenbuch und Hörbuch (4 CDs),
- Johannes Paul II. Ein Leben in Bildern. Augsburg 2005, ISBN 978-3-89897-213-0
- Habemus Papam. Von Johannes Paul II. zu Benedikt XVI. München 2005, ISBN 978-3-570-00858-4
- Gottes Spuren, Die Wunder der katholischen Kirche. München 2006, ISBN 978-3-570-00855-3
- Wenn Gott spricht: Die Prophezeiungen der katholischen Kirche. München 2009, ISBN 978-3-570-01133-1
- Der Wunderpapst: Johannes Paul II. München 2011, ISBN 978-3-570-10066-0
- Benedikt XVI. Der deutsche Papst. München 2011, ISBN 978-3-570-10019-6
- Franziskus – Zeichen der Hoffnung. Das Erbe Benedikts XVI. und die Schicksalswahl des neuen Papstes. München 2013, ISBN 978-3-570-10186-5
- Der Kämpfer im Vatikan – Papst Franziskus und sein mutiger Weg. C. Bertelsmann Verlag, München 2015, ISBN 978-3-570-10279-4 (Platz 1 der Spiegel-Bestsellerliste vom 31. Oktober bis zum 6. November und vom 14. bis zum 20. November 2015)
- Franziskus – Ein Lebensbild. C. Bertelsmann Verlag, München 2016, ISBN 978-3-570-10325-8
- Mein Rom: Die Geheimnisse der Ewigen Stadt. C. Bertelsmann, München 2018, ISBN 978-3-570-10359-3.
- Der Pakt gegen den Papst. Franziskus und seine Feinde im Vatikan. C. Bertelsmann, München 2020, ISBN 978-3-570-10368-5.
- Mein geheimes Rom: Die verborgenen Orte der Ewigen Stadt. C. Bertelsmann, München 2021, ISBN 978-3-570-10437-8.
- Das Vermächtnis von Papst Franziskus: Wie der Kämpfer im Vatikan die katholische Kirche verändert hat. C. Bertelsmann, München 2023, ISBN 978-3-570-10514-6
- Alle Wege führen nach Rom: 11 Rätsel und ein Minivan - eine turbulente Pilgereise von Südtirol in die Ewige Stadt. C. Bertelsmann, München 2025, ISBN 978-3-570-10560-3.